# Clairfontaine
Clairfontaine – miejscowość i gmina we Francji, w regionie Hauts-de-France, w departamencie Aisne.
Według danych na styczeń 2014 roku gminę zamieszkiwały 674 osoby, a gęstość zaludnienia wynosiła 47,1 osób/km².